# Andorra durant la Primera Guerra Mundial
La Gran Guerra és la il·lustració de la conseqüència de projectes nacionalistes europeus discordants, de la resistència de l'Antic Règim per desaparèixer i de les ambicions imperials de països com França o el Regne Unit. El racisme i la xenofòbia es combinen amb projectes annexionistes i imperials. El còctel donà la Primera Guerra Mundial que tingué segurament repercussions més notables sobre Andorra però la manca de documentació i la poca recerca feta al seu voltant n'impedeixen establir un retrat fidedigne.
Durant la guerra l'economia andorrana degué patí per bé que les biografies no coincideixen a fer el report de l'estat de l'economia del microestat. Alguns apunten que degué haver-hi creixement econòmic pel contagi econòmic del veí català. Però, altres, fan palès que degué haver-hi una veritable crisi econòmica. Un element clau semblaria donar més força a aquesta segona hipòtesi. És durant la guerra que efectivament comença l'espoliació de les obres d'art romàniques de les esglésies del país. En no haver-hi recursos econòmics, molts andorrans robaren obres d'art romàniques per a vendre-les a fora en mercats alegals o il·legals.
Alhora sembla que el final de la guerra portà la grip espanyola al territori nacional. Estadístiques de l'època a més d'altre tipus de documentació han permès a la Societat Andorrana de Ciències posar una mica més de llum sobre un període força desconegut a Andorra.
Políticament, però, la qüestió segueix debatent-se. No se sap amb certesa quin rol degué tenir Andorra en aquest conflicte. Alguns elements porten a pensar que la població andorrana rebé molts refugiats francesos contraris a participar en la guerra. També s'apunta que el govern francès reforçà les fronteres per tal d'evitar que el seu poble fugís i alhora per tal d'imposar la visió dels Aliats. Hi ha constància que l'administració francesa estava preocupada perquè a Andorra les idees de les potències centrals fossin les predominants.
No debades, res apunta amb clara certesa les posicions de l'opinió pública. Tot i això, es pot mirar d'emetre hipòtesis tot mirant la situació d'altres microestats europeus a l'època. Luxemburg encara que es declarés neutral sembla que tenia una població força més partidària d'Alemanya degut al fet de tenir-hi una part gairebé majoritària de parla germanòfona. Tot i la suposada neutralitat de San Marino, fotografies d'època deixen en evidència que el microestat fou favorable al bàndol alemany. Alhora la situació monegasca en diu molt sobre la necessitat de mantenir-se neutral malgrat els punts de vista que pugui adoptar la població.
A Mònec el gran-duc hagué de pronunciar-se oficialment en contra d'Alemanya per evitar la ingerència francesa. És ben probable doncs que com el Luxemburg hi hagués població majoritàriament favorable a Alemanya dins d'Andorra però amb un Consell General que es declarà contrari a Alemanya per evitar les ingerències franceses. Tot és hipòtesi en no haver-hi documents i evidències que recolzin l'argument.

## Historiografia de la guerra
No existeix vertaderament cap recerca aprofundida sobre la Primera Guerra Mundial. Andorra no s'hi veié implicada directament o simplement falta documentació. Això fa que de forma general la historiografia andorrana englobi la dècada dels 1900 fins al 1930 dins d'un mateix fil. Això permet dir-nos que l'economia andorrana no es trobava en els seus millors moments quan esclatà la guerra, però, en canvi, no hi ha documentació a Andorra que expliciti quines conseqüències va tenir la Gran Guerra per al petit país. Tanmateix, la Societat Andorrana de Ciències i algun periodista han mirat de treure una mica de documents referents al conflicte. En general es desprèn que econòmicament la guerra tingué conseqüències, més aviat pitjors, tot i que la qüestió és debatuda segons la biografia. També es desprèn que no hi hagué implicació política malgrat que la Societat Andorrana de Ciències ha aconseguit demostrar que la guerra provocà una allau important de ciutadans francesos que es negaren a servir com a militars en la guerra. Aquesta allau va portar les administracions locals del sud de França a vigilar les fronteres, la qual cosa degué tenir implicació directa a Andorra. La mateixa associació també explica com la grip espanyola a Andorra fou el resultat de la guerra.

## Andorra i el seu paper a la Primera Guerra Mundial
Si se cerquen els mapes europeus d'aquest període es pot veure com els historiadors situen actualment Andorra dins la neutralitat, al costat de països com Espanya, Suècia o Noruega. La historiografia francòfona, en canvi, ni tan sols representa Andorra, com de fet la lusòfona, però sí l'anglosaxona. No obstant això, no es pot afirmar amb contundència si el país s'hi va implicar políticament, tot i que sí que es pot afirmar que va tenir repercussions econòmiques. L'escassetat d'aliments a França i a Espanya van provocar un boom econòmic a Catalunya i, de retruc, a Andorra. L'escassetat espanyola es pot explicar per la política proteccionista que va engegar el govern del país. Segons Jordi Guillamet Antoni, responsable de la publicació "Nova Aproximació a la Història d'Andorra", un inspector de mercaderies va ser enviat al Principat per controlar els productes que sortien de la frontera catalano-andorrana. Això sí, el mateix Antoni afirma que Andorra va restar al marge del conflicte.
Políticament, però, la qüestió és ambigua. Circula per internet informació que afirma que el país s'hauria unit als aliats declarant la guerra a Alemanya. Concretament, segons el creuament d'informacions entre un article del New York Times i altres fonts consultables a la xarxa, Andorra va declarar la guerra al kàiser Guillem II l'agost del 1914. Però com que ningú es va desplaçar al camp de batalla, Andorra no va ser convidada a signar la pau a la Conferència de París del 1919. Així Andorra hauria estat en guerra amb Alemanya durant 25 anys perquè l'error només va rectificar-se mitjançat un Tractat de Pau el setembre del 1939. Però l'any 2014, amb motiu del centenari de la Gran Guerra, els informatius de Ràdio i Televisió d'Andorra van demanar al periodista Agustí Mas que cerqués el paper d'Andorra en el conflicte. La falta de documentació i l'entrevista que va fer a l'historiador Pere Cavero porten a la conclusió que aquesta declaració de guerra és probablement falsa. Per a Pere Cavero, "m'estranya molt que estant en una guerra mundial, els alemanys tinguessin temps de signar la pau amb un país que l'any 43 ja controlaven, perquè estaven a la frontera, i coneixien mínimament. Una guerra amb Andorra no els traumatitzava. Penso que no és cert". Assegura que no hi ha cap document oficial que ho certifiqui. L'única referència és una carta del cònsol alemany a Marsella que pregunta al síndic de l'època sobre la qüestió: "Li demanen si és cert del que ell té constància -però no diu com- de si estan en guerra. El síndic respon en una carta dient que ha mirat a l'arxiu i no ha trobat res, i que ha parlat amb els vells del país i ningú se'n recorda que estiguessin en guerra".
La recerca feta pel periodista en qüestió el va portar a buscar les cartes a diferents arxius, però diu no haver-les trobat. Sí que se sap, en canvi, segons el llibre "Els voluntaris catalans a la Gran Guerra", que tres andorrans van fer de voluntaris al conflicte bèl·lic: Valentí Naudi, Josep Estany i René Huguet. I també que un francès es va exiliar a Ordino i va treballar en la restauració de les campanes de l'església. No obstant això, es pot dir que la guerra en si no és aliena a l'Andorra de l'època políticament parlant. Abans del conflicte i mentre es desenvolupa, el país viu els escenaris tensos de la Qüestió d'Andorra que per ella mateixa forma part dels motius d'aquesta guerra, és a dir, la de nacionalismes i imperis confrontats per l'ambició territorial.

## L'himne andorrà
Segons un article del Periòdic d'Andorra del 14 de març del 2015 l'himne andorrà va ser compost per primera vegada just el mateix any en què va debutar la guerra. Hauria estat escrit pel bisbe i copríncep Benlloch i la música composta per mossèn Marfany. En l'article s'indica que es va crear per tal de celebrar al canonització evangèlica de la patrona d'Andorra, Ntra. Senyora de Meritxell. Tanmateix, es va posposar la presentació de l'himne per motius incerts. Es consideren dues hipòtesis: o va morir el Papa Pius X o simplement perquè havia començat la guerra. Així, segons es pot llegir en l'article, l'himne s'estrenà l'any 1921. En no haver-lo estrenat el 8 de setembre del 1914, sempre segons el Periòdic d'Andorra, els llibres d'història anoten l'estrena del 1921 i no esmenten en cap moment el posposament del 1914. L'himne, i segons contrast de fonts amb l'article, hauria pogut haver-se compost per les tenses relacions del Consell General i el copríncep episcopal, avui emmarcades en La Qüestió d'Andorra. Segons l'article l'himne havia de ser una manera d'unir els andorrans. Això reforça la idea que políticament parlant la guerra no va ser tan aliena a Andorra.

## Fuita de les obres d'art medievals d'Andorra
Cap a finals del conflicte les pintures romàniques de les esglésies del país comencen a patir un espoli que durarà fins als anys 1950 quan finalment l'administració andorrana pren consciència del que suposa l'arrancament i venda de les obres del país. El propi bisbat d'Urgell va contribuir-hi empès per la falta de recursos econòmics. Venent les pintures romàniques andorranes aconseguia fonts de diners per mantenir molts cops les mateixes esglésies. Majoritàriament, però, l'espoli es va produir per deixadesa, ignorància o cobdícia de les pròpies autoritats andorranes. Les pintures van ser robades, venudes a privats o a institucions públiques d'altres països. Davant d'aquesta situació, i just l'any en què comença la conferència de Pau després de la guerra, és a dir, el 1919, l'Institut d'Estudis Catalans inicia una campanya per recuperar les obres d'art catalanes i andorranes. Crea una junta que intenta comprar o arrencar les obres per després exposar-les al recent obert Museu d'Art i Arqueologia de Barcelona. Aquest procés de compra-venda durarà fins als anys 1930. Molts anys més tard, les obres són traslladades al Museu Nacional d'Art de Catalunya i fins avui hi perduren. L'exposició de les obres d'art andorranes són considerades com de les més importants del museu.

## La grip espanyola a Andorra
La coneguda grip espanyola que es va estendre del 1918 al 1919 per Europa, provocant milions de morts arreu del món, també va arribar a Andorra, segons consta en la recerca feta pel metge Daniel Montaña Buchaca. La grip a Andorra va atènyer més àmpliament les dones que no pas les homes. S'ha donat com a percentatge l'1% de població afectada, tot i que no es descarta que poguessin haver-n'hi més. Les parròquies altes semblen les menys afectes per la pandèmia que no pas les baixes, com ara Sant Julià de Lòria o Andorra la Vella.